# 變身 (臺灣電影)
《變身》，2013年上映的臺灣電影，由臺灣作家九把刀編劇、黃立成監製。臺灣於2013年1月18日上映。

## 劇情大綱
《宇宙超人FLY》是曾經紅極一時的特攝電視節目，近年來因收視率下滑、劇情老套慘遭汰換革新的命運，飾演超人近10年的男主角鐵男（陳柏霖飾演）和他的怪獸搭擋（邱彥翔飾演）在無預警的情況下，遭到新任電視台董事長蘇盈盈（郭雪芙飾演）換角，全新一代的超人改由新生代歌手FACE（敖犬飾演）擔任男主角。

## 演員陣容

### 主要角色
| 演員         | 角色   | 介紹 |
| 陳柏霖       | 鐵 男  | 特攝影集《宇宙超人Fly》的當紅男主角，扮演超人角色近十年。 |
| 陳庭萱       | 靜 芬  | 特攝影集劇組化妝師，同時是鐵男的暗戀對象，自己也愛慕鐵男。 喜歡用鐵男當背景自拍。                                                                                        |
| 郭雪芙       | 蘇盈盈 | SUTV蘇董的獨生女，於蘇董退休後接手，作風孤高惹議。 小時候是《宇宙超人Fly》忠實觀眾，卻嫌劇情過於老套，接手董事長職位後決定自行與日本方面合作推出新節目《宇宙超人Face》。 |
| 莊濠全(敖犬) | FACE   | 飛石唱片新星歌手，挾著超人氣演出新劇集《宇宙超人Face》。 原本非常瞧不起鐵男飾演的Fly，但随后在演唱會中对挡枪的鐵男刮目相看，並最终在電影版中互相合作。                   |
| 邱彥翔       | 怪 獸  | 特攝影集《宇宙超人Fly》的不動怪獸皮套演員，鐵男的知心好友。 亦為怪獸拉麵麵攤老闆 氘代激動劑。                                                                            |
| 增山裕紀     | 猴 大  | 強盜集團惡魔黨首腦，專搶幼稚園，因幼年遭欺凌而走上歧路。 在Face劇場版發表會上亂入，挾持會場眾人，卻向及時趕到的鐵男開槍，最後被Face一記空中旋轉腳給撂倒。                |

### 相關角色
- 依出場順序

| 演員                                 | 角色     | 介紹 |
| 洪建鈞黃思凱陳彥佐梅賢治鍾淳名鍾淳芳 | 猴大黨羽 | 猴大手下的小弟。 |
| 陳霖                                 | 小鐵男   | 鐵男的童年時期，相當疼愛唯一的弟弟，時常扮作超人逗弟弟開心。 經歷了弟弟過世的事情後，便矢志成為超人英雄(演員)。                             |
| 駱炫銘                               | 鐵男弟   | 鐵男的弟弟，與哥哥都愛看超人片，也因為鐵男的話相信世上有超人。 小小年紀便因病過世。                                                         |
| 邱明勳                               | 導 演    | 特攝影集《宇宙超人Fly》導演。職業倦怠的他，始終無法跳出英雄片窠臼。 最後被編劇羅伯哥帶著辭去導演一職。                                      |
| 馮賓河                               | 蘇武雄   | 蘇氏電視台SUTV董事長，人稱「蘇董」，也是提拔鐵男的恩人。後將電視台大權交付予女兒盈盈。 退休後，長期臥病在床。最後因心肌梗塞過世，享年68歲。 |
| 李蘭星                               | 寶 姐    | 與鐵男為舊識，兒子是超人迷，戲劇公司主管。 在鐵男失業落魄而上門求助下，介紹了幾個龍套角色給他。                                             |
| 王醒民                               | 羅伯哥   | 特攝影集《宇宙超人Fly》老編劇。在盈盈宣布改組後，主動請辭離開。 後成了英森購物製作人，偶然機遇下引薦鐵男與怪獸進了電視購物圈。              |
| 陳秉青                               | 屎 臉    | 特攝影集《宇宙超人Fly》執行製片。 在片場時常臭臉，而被怪獸戲稱「裝屎臉」。                                                                  |
| 陳詩穎                               | 小盈盈   | 蘇盈盈的童年時期，曾認為超人是穿著緊身褲的怪人。 後被蘇董送到洛杉磯念書。                                                                   |
| 沈昶宏                               | 小猴大   | 惡黨首領猴大的童年時期。 因曾被同儕排擠欺侮，便在自我保護意識下以壞人為志向。                                                               |
| 大谷主水 (夢多)                      | 真 田    | 日本中瀛片場特攝部總監，受蘇盈盈之邀前來視察《宇宙超人Fly》拍片環境。 隨後與SUTV合作推出新影集《宇宙超人Face》，大受好評。                  |
| 曾威豪                               | 兩把刀   | 新特攝影集《宇宙超人Face》導演，接手前任導演的工作。曾介紹鐵男到三級片場工作。 名字來源為九把刀。                                           |
| 洪蓉（I級豔后）                      | 3D妹     | 三級片《3D超人插騷包》女主角。 曾與鐵男對戲，極為唾棄鐵男放不開的演技。                                                                     |
| 孫嘉欣                               | 麗晶晶   | 英森購物當家主持人。現場時突然昏倒，卻也給鐵男與怪獸臨場發揮的機會。 名字來源為利菁。                                                       |
| 闕銘佑                               | 小胖     | 好幾次出現在怪獸拉麵店，會問鐵男超人會不會死。                                                                                              |

### 特別演出
- 依出場順序

| 演員     | 角色          | 介紹 |
| 田中千繪 | 怪獸嫂        | 怪獸拉麵店老闆娘。 |
| 柯一正   | 張副總        | SUTV副總經理。 |
| 北村豐晴 | 隨行翻譯      | 真田先生的隨行翻譯。 |
| 房祖名   | 臨演          | 嘍囉怪人臨演之一，打牌時曾嗆真田「你覺得我像搞笑的嗎？」。                                                              |
| 司馬中原 | 司馬中原      | 靈異節目主持人，鐵男曾為劇情演員。 司馬大師亦為《變身》正式預告片的旁白。                                               |
| 吳建豪   | 遊民          | 患有神經病的遊民，卻稱鐵男是神經病。 另一經典台詞，大吼『棉花糖』。                                                     |
| 黃立成   | 火星戰士      | 老特攝影集《火星戰士》演員，當年因掉頭髮丟了演員飯碗而忿忿不平。 铁男自幼的偶像，也是激勵鐵男別放棄演員生涯的推手。     |
| 眭澔平   | 主持人        | 談話節目《真相X檔案》主持人。鐵男曾為其節目的來賓。                                                                     |
| 李玖哲   | 阿玖老師等... | 幼稚園老師，猴大三次行搶時都剛好在現場搞笑。                                                                            |
| 李伯恩   | 導演          | 三級片《3D超人插騷包》導演，兩把刀的好友，喜歡把手放進褲檔裡。 對鐵男演技失望透頂，後大發雷霆。                         |
| 昌璟翔   | 製片          | 三級片製片，也是個超人迷。 導演向鐵男發火時，急於一旁打圓場。                                                           |
| 林智文   | 鳥王          | 專業的三級片猛男男優，拜託鐵男幫他背部抹油時高潮。                                                                      |
| 黃立行   | 攝助          | 三級片攝影師。看到興奮片段時容易流鼻血。                                                                                |
| 張雅婷   | SU TV主播     | |
| 徐若瑄   | 屎臉          | 靜芬化妝功力進步後，幫屎臉化妝化得很像徐若瑄。                                                                          |
| 柯震東   | 武替          | Face的皮套替身，被嫌笨，連頭盔都帶不好，卻反嗆「我就是笨，才會當你(Face)的武替那麼久。」 (柯震東在那些年的經典台詞改編) |

## 音樂
| 曲名               | 歌手            | 作詞                  | 作/編曲              | 版權提供        | 備註               |
| 變身               | 自由發揮        | 昌璟翔&李伯恩         | 廖偉傑&昌璟翔&李伯恩 | 跳蛋工廠        | 宇宙超人FLY主題曲  |
| Face To Face       | Erik Lin        | 廖偉傑&昌璟翔&李伯恩  | 廖偉傑&昌璟翔&李伯恩 | 麻吉電影        | 宇宙超人FACE主題曲 |
| 我不會喜歡你       | －              | 徐譽庭&張孟晚         | 陳柏霖&王宏恩        | 福茂唱片        | 演奏版             |
| 閉上雙眼的時候     | RJ              | 洪安妮                | 洪安妮               | 麻吉娛樂經紀    | Acoustic版         |
| 春風少年兄         | 黃立行          | 陳世&林強             | 林強                 | 麻吉電影        | 插曲               |
| Next Up            | Flowsik         | Jay "Flowsik" Pak     | Jae Chong&Jay Pak    | Music Cube Inc. | 插曲               |
| Dangerous          | －              | Erik Lin&Andre Harris | Erik Lin             | 麻吉娛樂經紀    | 插曲               |
| Hello              | 李玖哲&Erik Lin | Erik Lin              | Erik Lin             | 麻吉娛樂經紀    | 插曲               |
| Top Model          | N2O             | 崔惟楷                | 陳星翰               | 麻吉娛樂經紀    | 插曲               |
| 好朋友             | －              | 陳珊妮                | 陳珊妮               | 麻吉娛樂經紀    | 演奏版             |
| 我的自卑感         | －              | 陳珊妮                | 陳珊妮               | 麻吉娛樂經紀    | 演奏版             |
| A Dark God Heart   | 夢遊派對人      | －                    | －                   | 小白兔橘子      | 插曲               |
| Heaven Is Above Us | 夢遊派對人      | －                    | －                   | 小白兔橘子      | 插曲               |
| 掙脫               | Cicada          | －                    | －                   | 小白兔橘子      | 插曲               |
| 想不到             | 草莓救星        | －                    | －                   | 風和日麗唱片行  | 演唱版             |
| 蝴蝶夫人           | Nylas           | －                    | －                   | 風和日麗唱片行  | 插曲               |
| 太陽馬戲班         | Nylas           | －                    | －                   | 風和日麗唱片行  | 插曲               |
| If                 | 丹娜樂團        | －                    | －                   | 黑市音樂社      | 插曲               |
| Man In Uniform     | 激膚樂團        | －                    | －                   | 黑市音樂社      | 插曲               |
| 邁向崩毀黎明的年代 | 激膚樂團        | －                    | －                   | 黑市音樂社      | 插曲               |
| 六字大明咒         | －              | －                    | －                   | 新韻傳音        | 插曲               |

## 票房

### 票房收入
台北週末票房排行榜
| 週次 | 區間               | 排行 | 本週票房 | 累計票房  | 備註         |
| ---- | ------------------ | ---- | -------- | --------- | ------------ |
| 1    | 01月18日－01月20日 | 3    | 0387萬   | 0387萬    | 01月18日首映 |
| 2    | 01月25日－01月27日 | 4    | 0286萬   | 0953萬    |              |
| 3    | 02月1日－02月3日   | 5    | 0165萬   | 01,349萬  |              |
| 4    | 02月8日－02月10日  | 13   | 021萬    | 0$1,489萬 |              |
| 5    | 02月15日－02月17日 | 14   | 027萬    | 0$1,560萬 |              |
| 6    | 02月22日－02月24日 | 23   | 056,274  | 0$1,571萬 |              |
| 7    | 03月1日－03月3日   | 35   | 06,440   | 0$1,573萬 |              |

截至3月3日止大台北累計票房為1,573萬元

## 爭議
《變身》尚未上映前，《宇宙超人FLY》的造型在網路上流出，卻被許多眼尖特攝迷發現幾乎完全抄襲日本特攝影集系列假面騎士系列，也意外引起話題。　
- 頭盔設計 - 激似假面騎士W。
- 複眼設計 - 激似假面騎士555中的Delta。
- 胸甲設計 - 激似假面騎士AGITO。
- 肩甲設計 - 激似假面騎士OOO。
- 腰帶設計 - 激似假面騎士一號。

## 外部連結
- 變身的Facebook專頁
- YouTube上的變身頻道
- 官方部落格
- Yahoo奇摩電影上《變身》的資料（繁體中文）
- MSN娛樂上《變身》的資料（繁體中文）

- 開眼電影網上《變身》的資料（繁體中文）
- 豆瓣电影上《变身超人》的資料 （简体中文）
- 时光网上《变身超人》的資料（简体中文）
- AllMovie上《變身》的资料（英文）
- 爛番茄上《變身》的資料（英文）
- 香港影庫上《變身》的資料（繁體中文）
- 互联网电影数据库（IMDb）上《變身》的资料（英文）